# بنجامين نوغينت
بنجامين نوغينت (بالإنجليزية: Benjamin Nugent)‏ هو كاتب وصحفي أمريكي، ولد في 1950 في نيويورك في الولايات المتحدة.